# Herman Trier

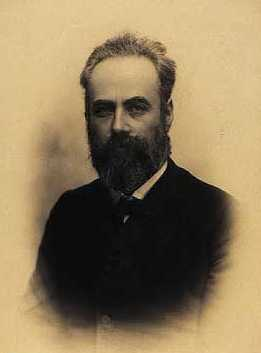
Herman Trier

Herman Martin Trier (* 10. Mai 1845 in Kopenhagen; † 1. September 1925 ebenda) war ein dänischer Pädagoge und Politiker. Von 1901 bis 1905 war er Präsident des Folketing.
Herman Trier war verheiratet mit Emma, geborene Adler (1855–1912). 1862 begann er ein Studium am Von Wẹsten'schen Institut. Von 1882 bis 1907 war er als Lehrer in der Arbeiterfortbildung tätig. Von 1886 bis 1918 war er Vorstandsmitglied bei der Dansk Sløjdforening. Von 1912 bis 1918 war er Direktor des Lehrerbildungsseminars Dansk Sløjdlærerskole.
Politisch engagiert war Trier zunächst in der liberalen Venstre, 1905 unterstützte er die Gründung der linksliberalen Radikale Venstre. Von 1884 bis 1887 und erneut von 1890 bis 1909 war er Abgeordneter im Folketing. Als Kommunalpolitiker war er ebenfalls tätig und von 1893 bis 1917 Mitglied im Kopenhagener Stadtparlament, deren Präsident er 1898 bis 1907 war.
Er wurde mit dem dänischen Verdienstkreuz in Gold ausgezeichnet. In Kopenhagen wurde der «Herman Triers Plads» nach ihm benannt.